# Josef Fuchs
Josef Fuchs (Unteriberg, 24 de julio de 1948) es un deportista suizo que compitió en ciclismo en las modalidades de ruta y pista.
Es el ganador de la carrera Lieja-Bastoña-Lieja de 1981. Además, ganó una medalla de bronce en el Campeonato Mundial de Ciclismo en Ruta de 1969, en la contrarreloj por equipos.
En pista obtuvo una medalla de plata en el Campeonato Mundial de Ciclismo en Pista de 1971, en la prueba de persecución individual.

## Medallero internacional
| Campeonato Mundial | Campeonato Mundial     | Campeonato Mundial | Campeonato Mundial       |
| Año                | Lugar                  | Medalla            | Competición              |
| ------------------ | ---------------------- | ------------------ | ------------------------ |
| 1969               | Brno ( Checoslovaquia) | Medalla de bronce  | Contrarreloj por equipos |

| Campeonato Mundial | Campeonato Mundial | Campeonato Mundial | Campeonato Mundial         |
| Año                | Lugar              | Medalla            | Competición                |
| ------------------ | ------------------ | ------------------ | -------------------------- |
| 1971               | Varese ( Italia)   | Medalla de plata   | Persecución individual (A) |

## Palmarés
1969
- Vencedor de una etapa del Tour del Porvenir

1970
- Campeonato de Suiza de persecución

1971
- Giro del Mendrisiotto
- 1 etapa de la Milk Race
- 1 etapa del Tour del Porvenir

1972
- Campeonato de Suiza en Ruta
- Giro de Toscana
- 1r a Lancy
- 1 etapa de la Tirreno-Adriático

1973
- Campeonato de Suiza en Ruta

1974
- Cronostafetta

1976
- Grabs-Voralp

1977
- Grabs-Voralp

1978
- 1 etapa de la Tirreno-Adriático

1979
- Rund Um die Rigi-Gersau
- 1 etapa de la Volta a Cataluña
- 1 etapa de la Vuelta a Suiza
- 1 etapa de la Tirreno-Adriático

1980
- 1 etapa de la Vuelta a Suiza

1981
- Lieja-Bastoña-Lieja
- Gran Premio de Lugano

## Resultados en Grandes Vueltas y Campeonato del Mundo
| Carrera         | 1972 | 1973 | 1974 | 1975 | 1976 | 1977 | 1978 | 1979 | 1980 | 1981 |
| --------------- | ---- | ---- | ---- | ---- | ---- | ---- | ---- | ---- | ---- | ---- |
| Giro de Italia  | 32.º | -    | 25º  | -    | -    | 22º  | -    | 8º   | 8º   | 5º   |
| Tour de Francia | -    | -    | -    | 8º   | Ab.  | -    | -    | -    | -    | -    |
| Vuelta a España | -    | -    | -    | -    | 8º   | -    | -    | -    | -    | -    |